# Hit Parade
Hit Parade era un programa de televisión chileno emitido por Canal 9 entre 1967 y 1971. Presentaba las canciones más populares del momento, aplicando el criterio de los rankings discográficos de la época.
Desde su comienzo el 4 de septiembre de 1967 hasta 1969, Hit Parade era presentado por Sergio Riesenberg. Desde septiembre de 1969, la conducción del programa quedó a cargo de Pablo Aguilera.
En sus inicios, el programa era emitido una vez a la semana, generalmente los días martes, y tenía una duración de 30 minutos. Hacia 1970, Hit Parade era emitido de lunes a viernes a las 19:30 (hora local) y mantenía su duración de 30 minutos.
Hit Parade finaliza sus emisiones el 8 de octubre de 1971 debido al proceso de reestructuración que sufre la programación de Canal 9, producto de los conflictos internos que posee la estación televisiva. En sus últimas emisiones el programa era emitido los días viernes a las 19:00.